# Неканонско православље
Неканонско православље, познато и као алтернативно православље или некада истинско православље, општи је назив за различите вјерске јурисдикције, групе и заједнице које себе сматрају православним, а које због црквено-канонских и историјских прилика нису признате од православних помјесних цркава и не налазе се са њима у канонском општењу.
Једна од главних особина таквих вјерских заједница је њихов оштри критички однос према православним помјесним црквама.

## Неканонске православне заједнице
- Абхазијска православна црква
- Апостолска православна црква
- Белоруска аутокефална православна црква
- Катакомбна црква
- Македонска истинска православна црква
- Руска православна аутономна црква
- Русискаја православна црква
- РПЦЗ (Агафангела)
- РПЦЗ(В)
- Старообредници
- Украјинска православна црква Кијевског патријархата
- Украјинска аутокефална православна црква
- Украјинска аутокефална православна црква (обновљена)
- Украјинска аутокефална православна црква канонска
- Украјинска реформаторска православна црква
- Старокалендарске цркве:
  - Бугарска старокалендарска православна црква
  - Грчка истински православна црква
  - Православна старокалендарска црква Румуније
- Истинске православна цркве (ИПЦ):
  - Истински православна црква Молдавије
  - Српска истински православна црква
  - Грчка истински православна црква
  - Истински православна црква Румуније
  - Руска истински православна црква
- Руска катакомбна црква истински православних хришћана
- Турска православна црква
- Црногорска православна црква
- Црногорска православна црква (2018)
- Епархија рашко-призренска у егзилу
- Хрватска православна црква
- Света православна црква у Северној Америци